# Короткий потік (аерологія)
«Короткий потік» (рос. “короткий ток”, англ. short current, нім. kurze Strom m) — у гірничій вентиляції — замикання всього вентиляційного струменя або його частини «на коротко», минаючи основну мережу гірничих виробок. Відбувається, наприклад, при відкриванні вентиляційних дверей, які з'єднують приствольні двори повітряподаючого і вентиляційного стволів. Короткий потік негативно впливає на вентиляцію шахти, так як різко зменшує кількість повітря, яке подається у головну вентиляційну мережу.